# Nuwer
Nuwer è una delle zone amministrative in cui è suddivisa la Regione di Gambella in Etiopia.

## Woreda
La zona è composta da 5 woreda:
1. Akobo
2. Jikawo
3. Lare
4. Makuey
5. Wantawo